# Cascate di Ouzoud
Le cascate di Ouzoud (cascate dei mulini in berbero) sono tre salti d'acqua alti circa 110 metri, sull'oued Ouzoud, a 1 060 metri sul livello del mare nella catena montuosa del medio Atlante in Marocco. È un importante sito turistico marocchino situato a circa 120 km da Béni Mellal e a 150 km a nord-est di Marrakech.

## Descrizione
Queste cascate, considerate tra le più alte e più belle del Marocco, spesso dominate da un arcobaleno, si trovano in una valle rurale verdeggiante inserita fra montagne di arenaria rossa, piantumata con alberi di ulivo, mandorlo, fico e carrubo. Vi si trovano una dozzina di piccoli mulini ad acqua costruiti lungo il fiume. 

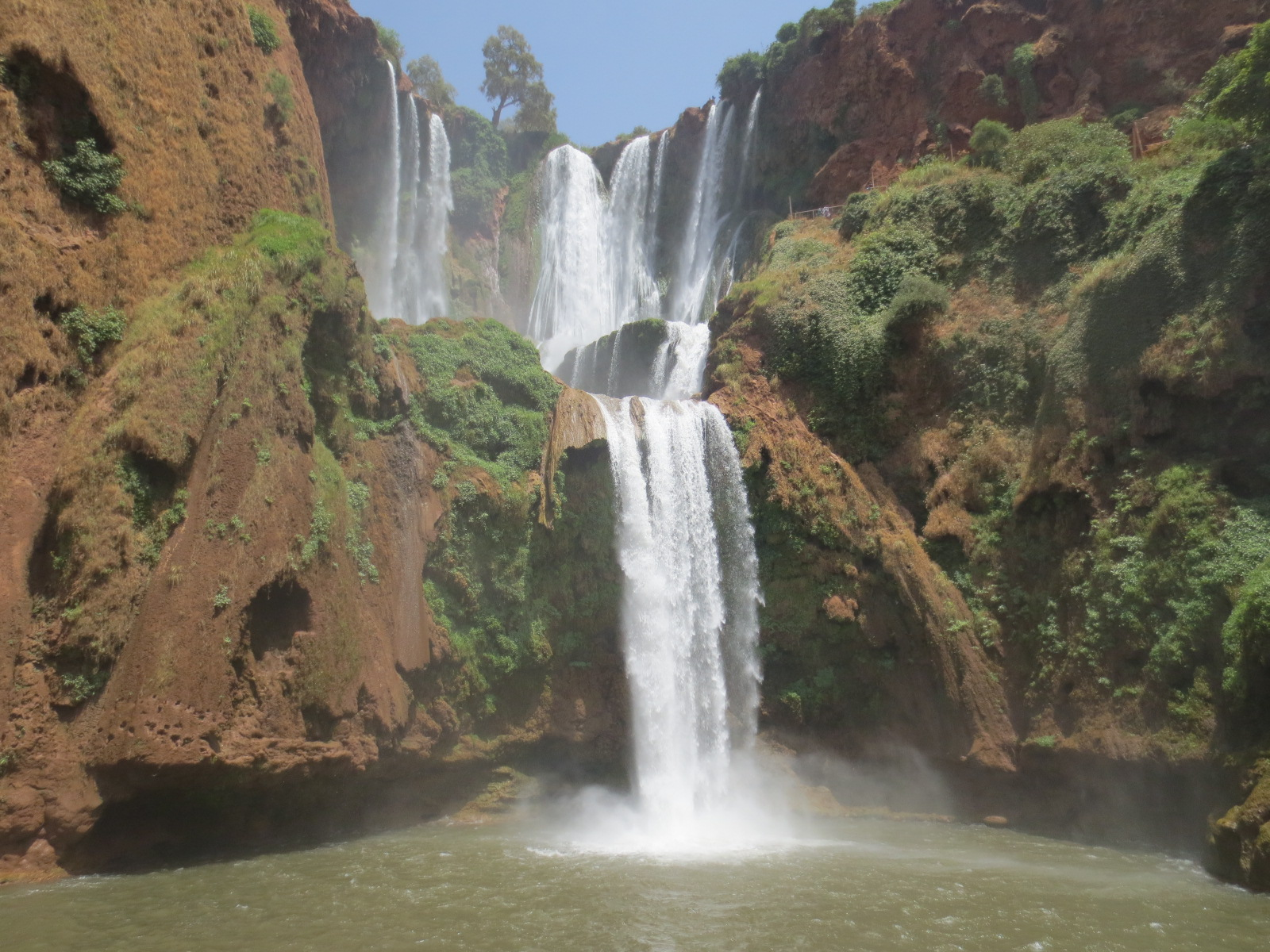
Cascata
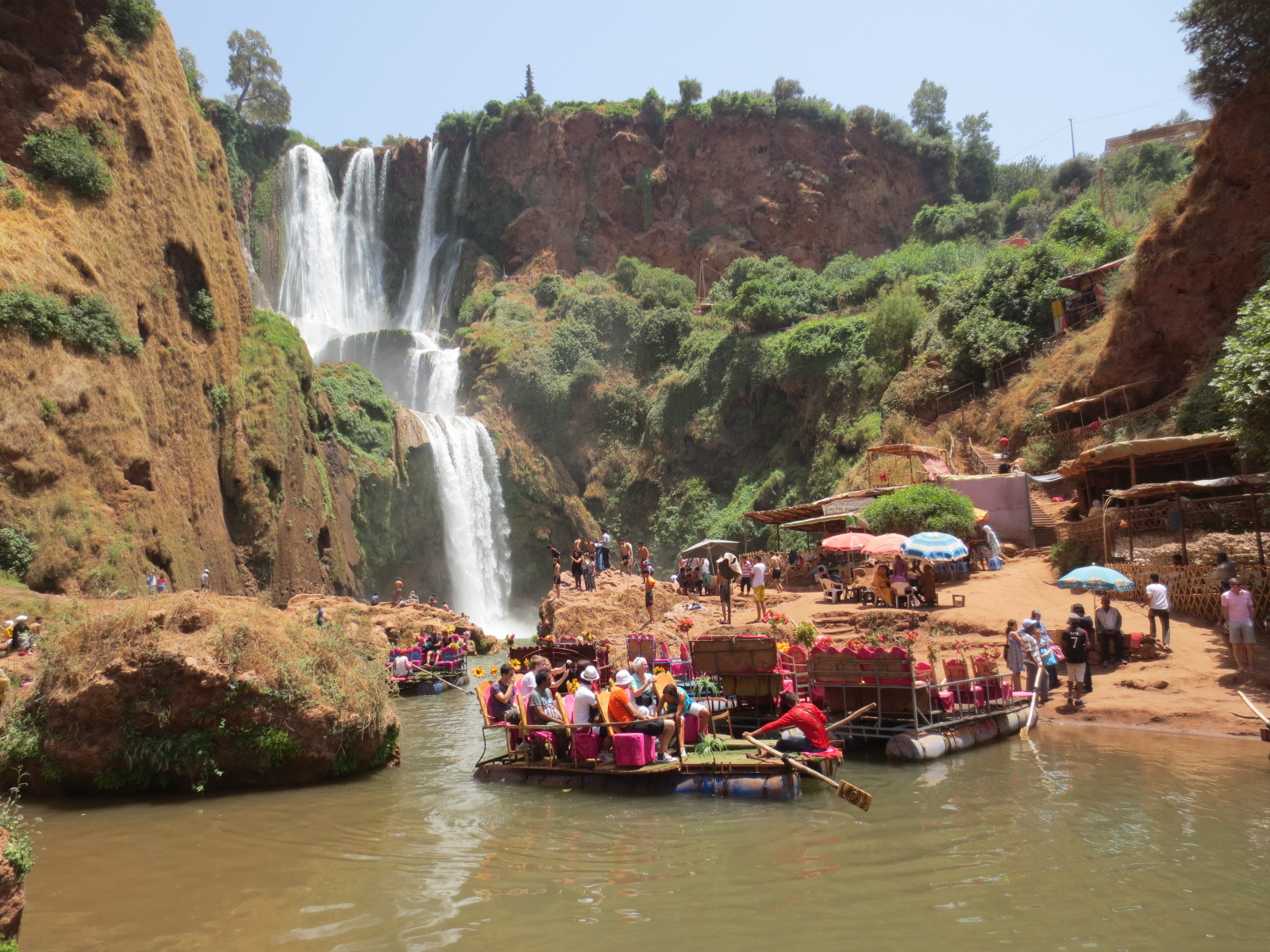
Cascata e imbarcazione turistica
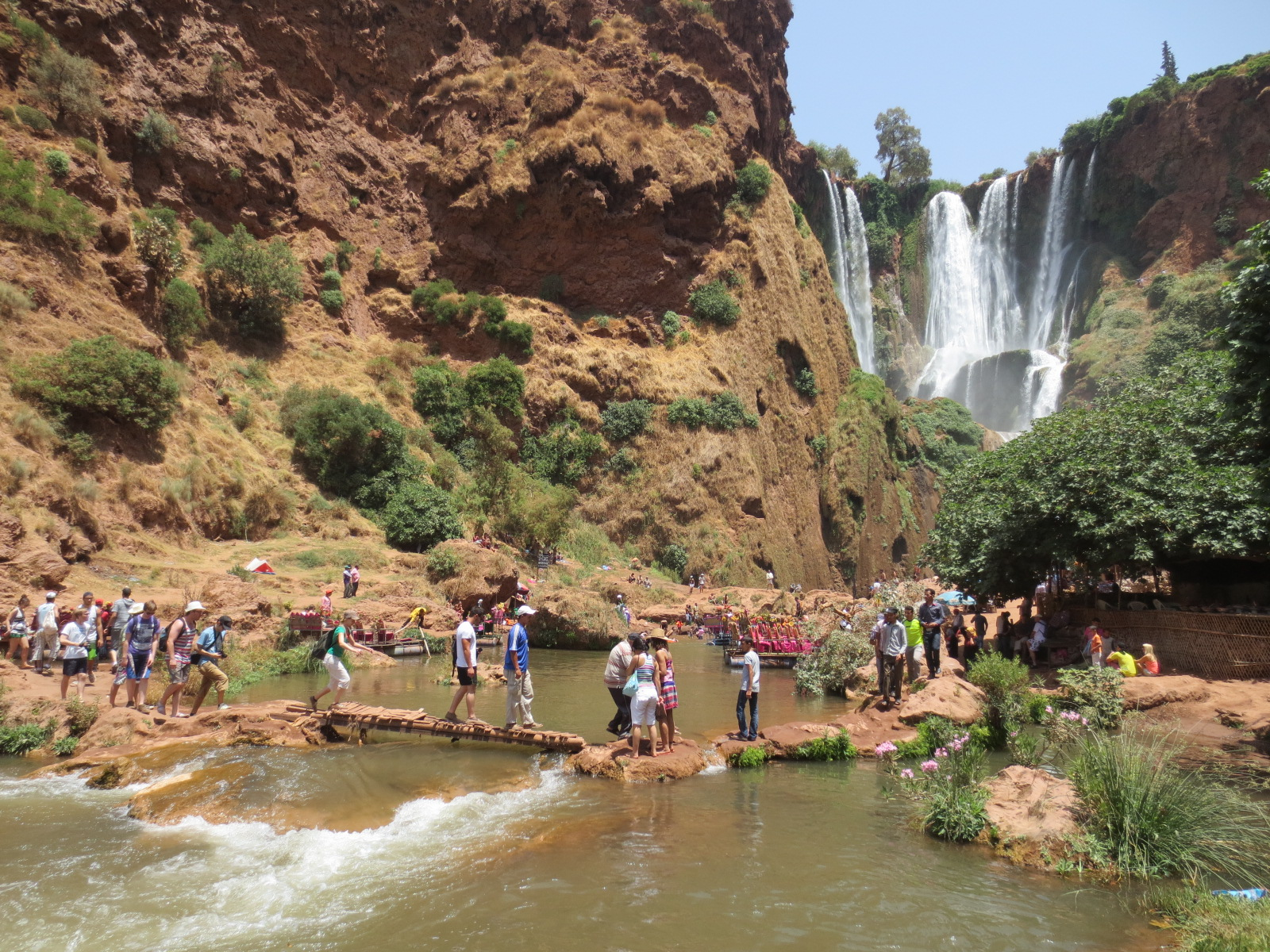
Cascata sullo sfondo
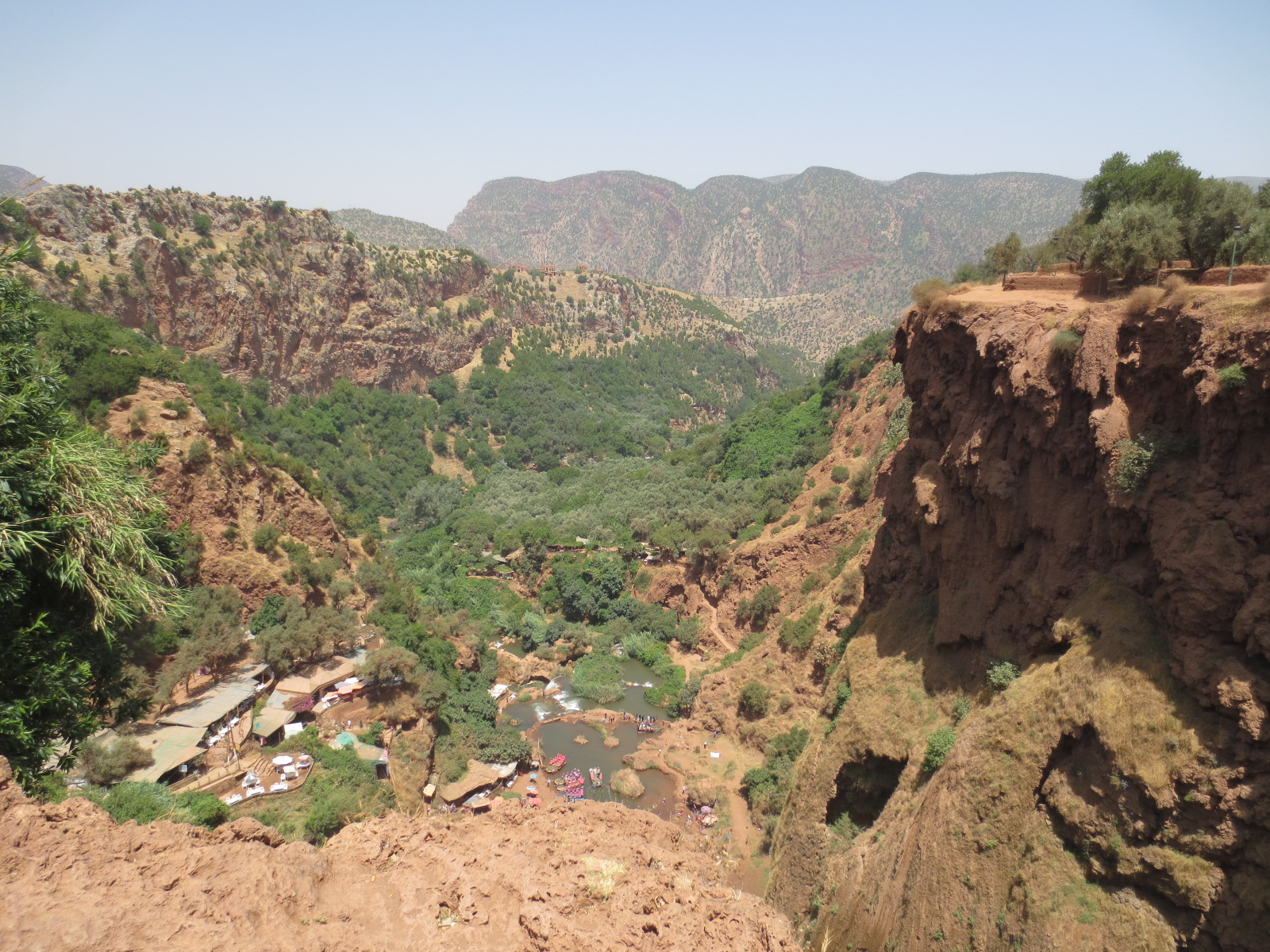
Valle dell'Ouzoud
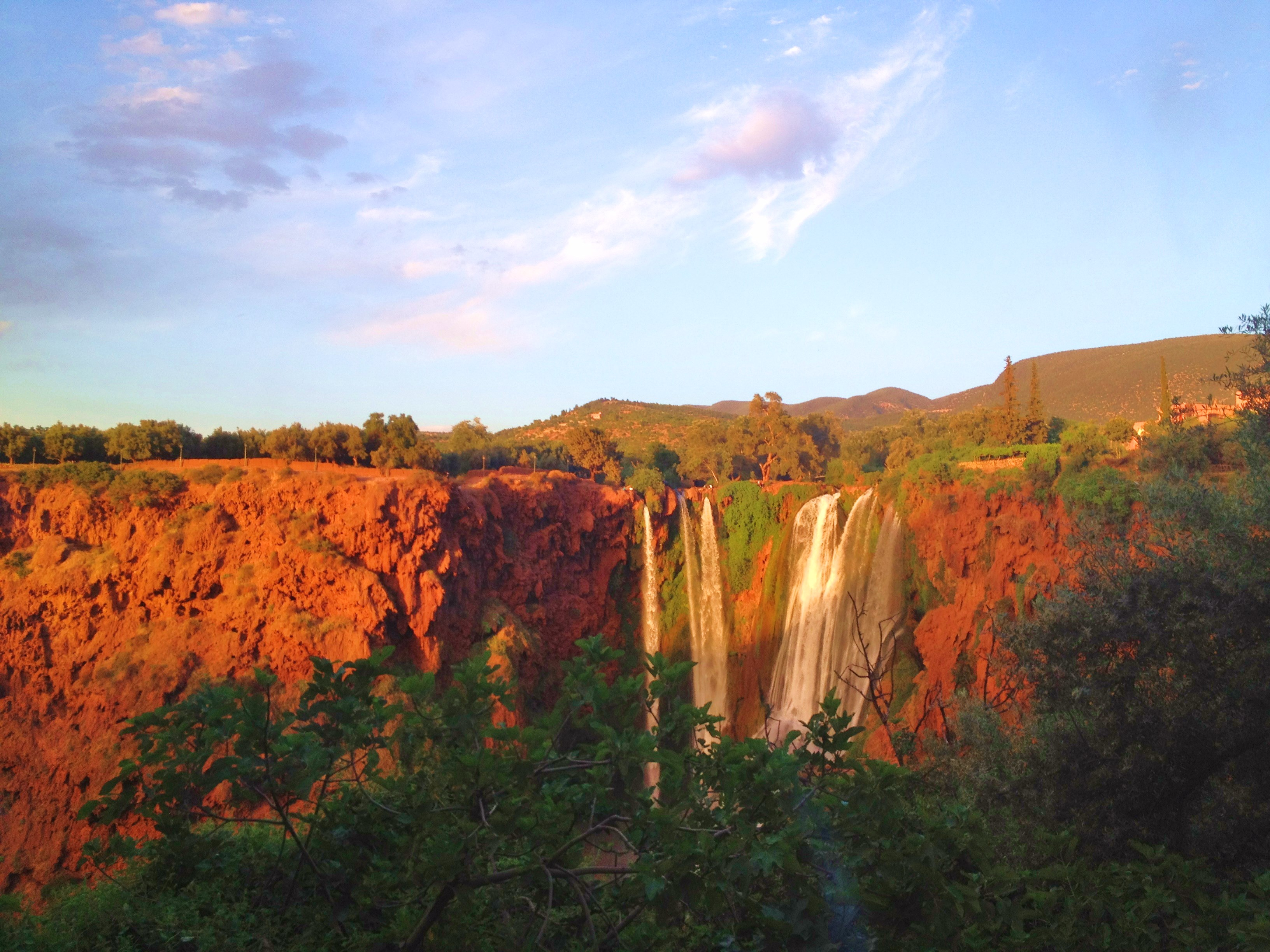
Il fiume Ouzoud al tramonto
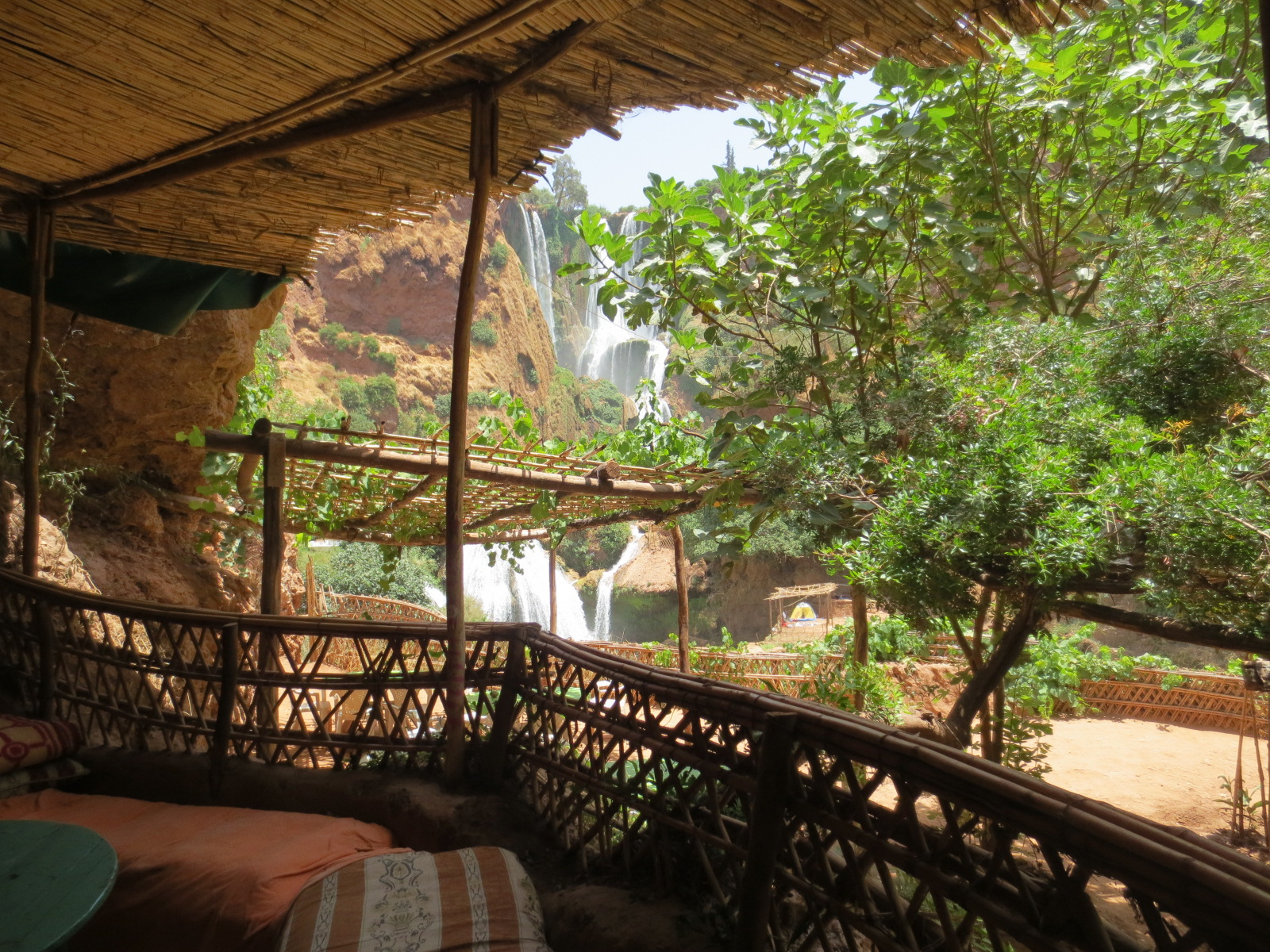
Terrazza ristorante
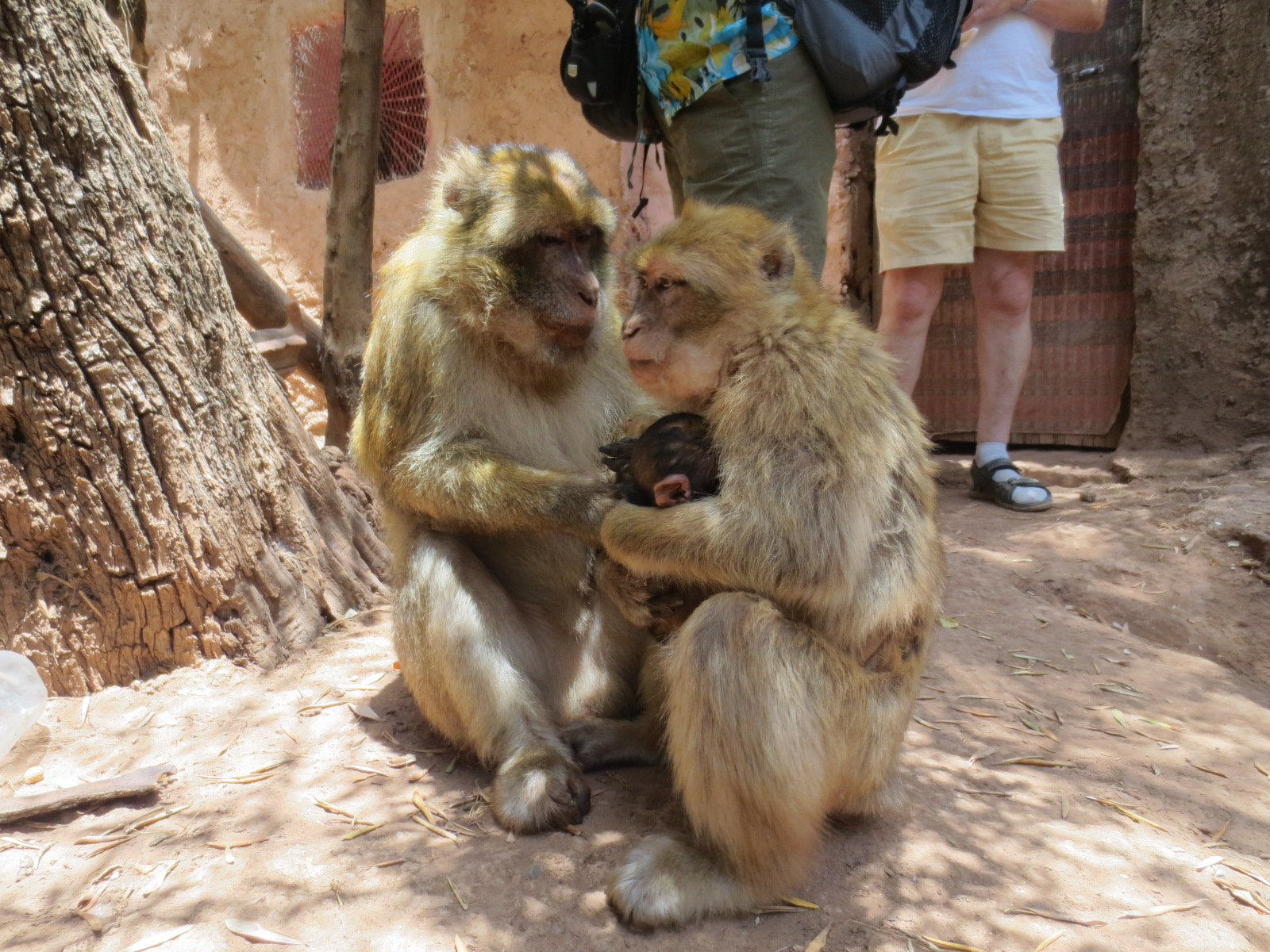
Macaco berbero
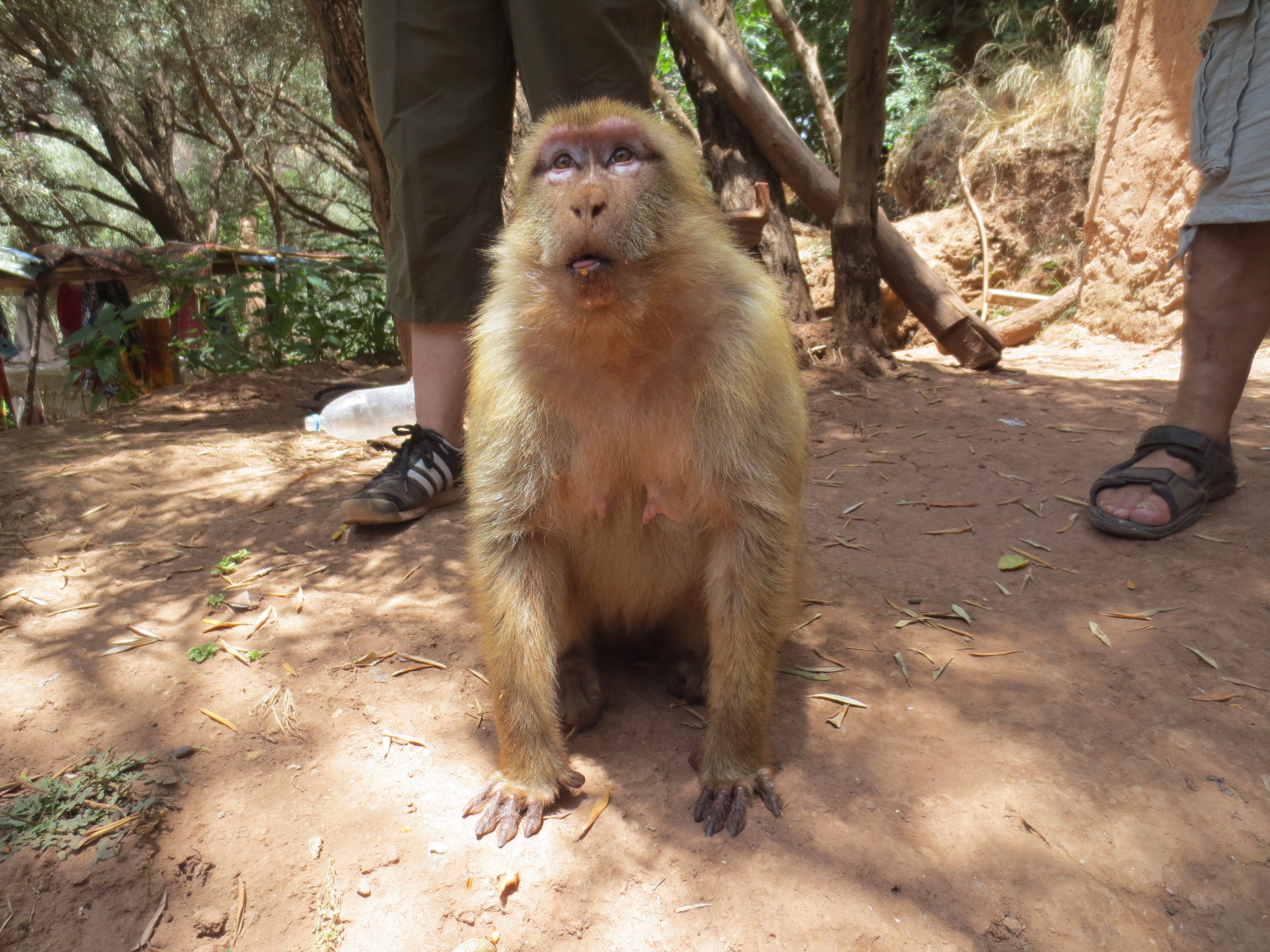
Macaco berbero
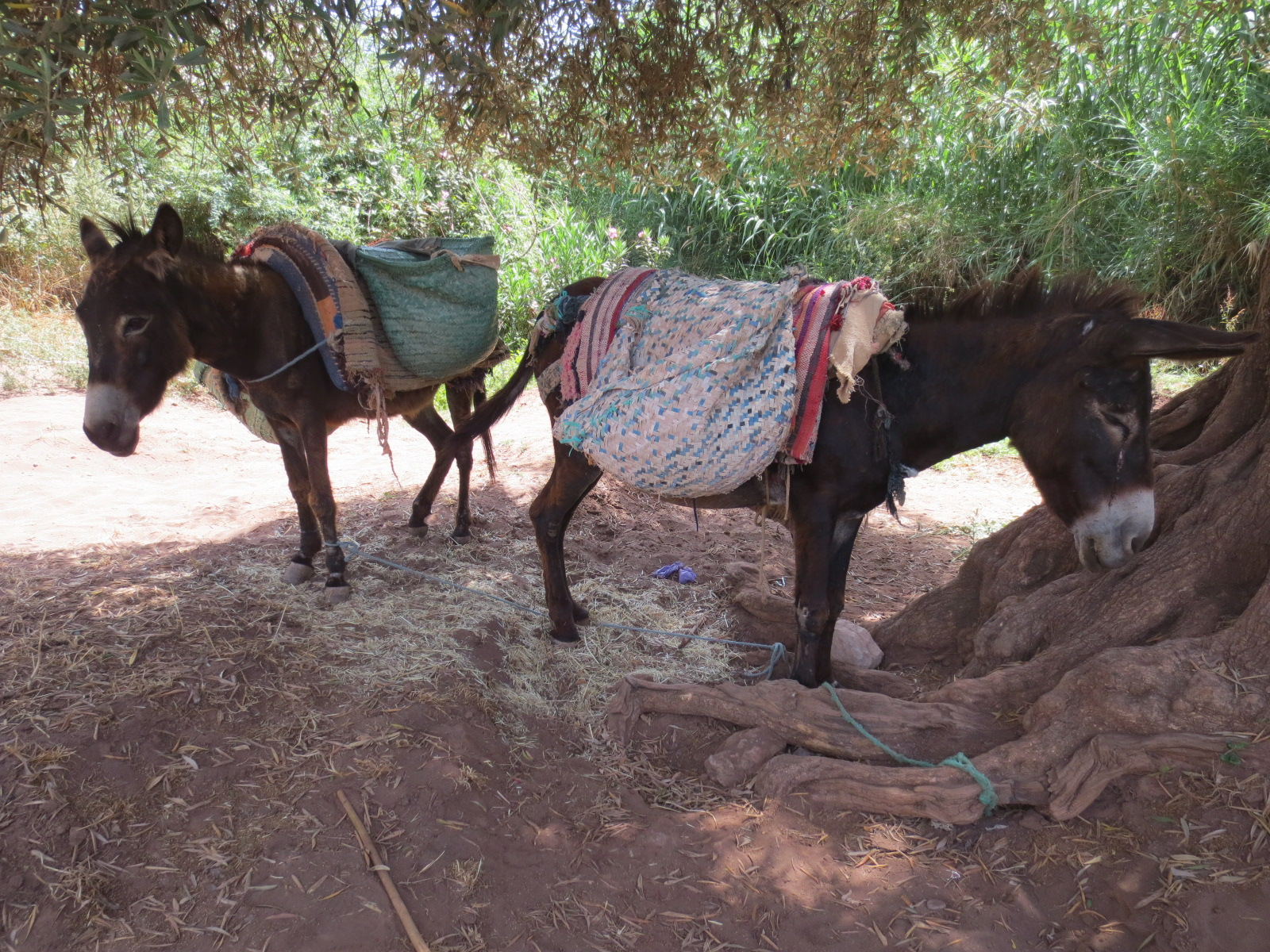
Asini per una gita sui sentieri della valle

Di recente le cascate di Ouzoud sono diventate raggiungibili dal piccolo villaggio di Aït Aâtab (a circa 25 km) venendo da Béni Mellal o da Marrakech attraverso la città di Oulad Ayad (provincia di Fquih Ben Salah).

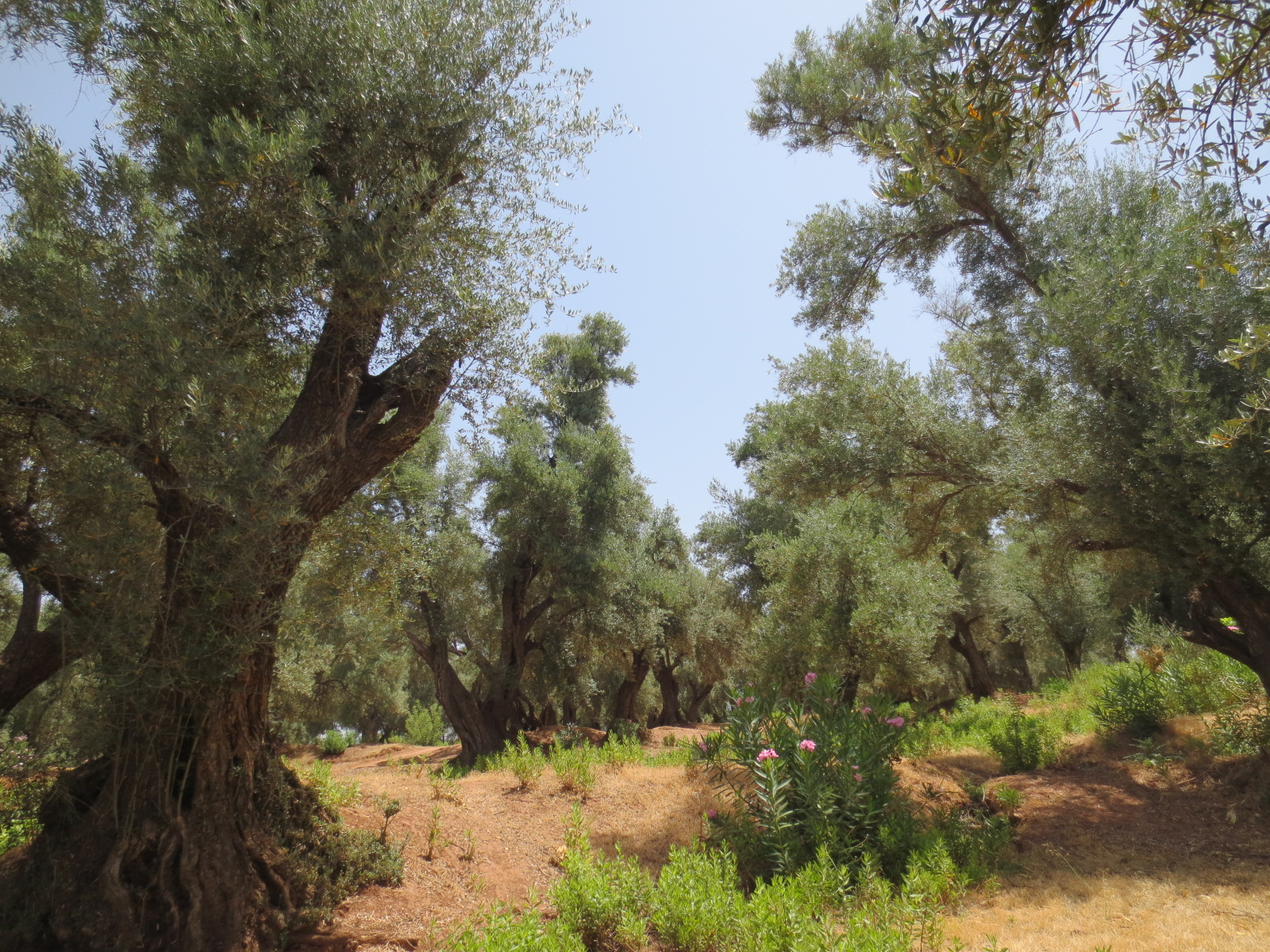
Uliveto
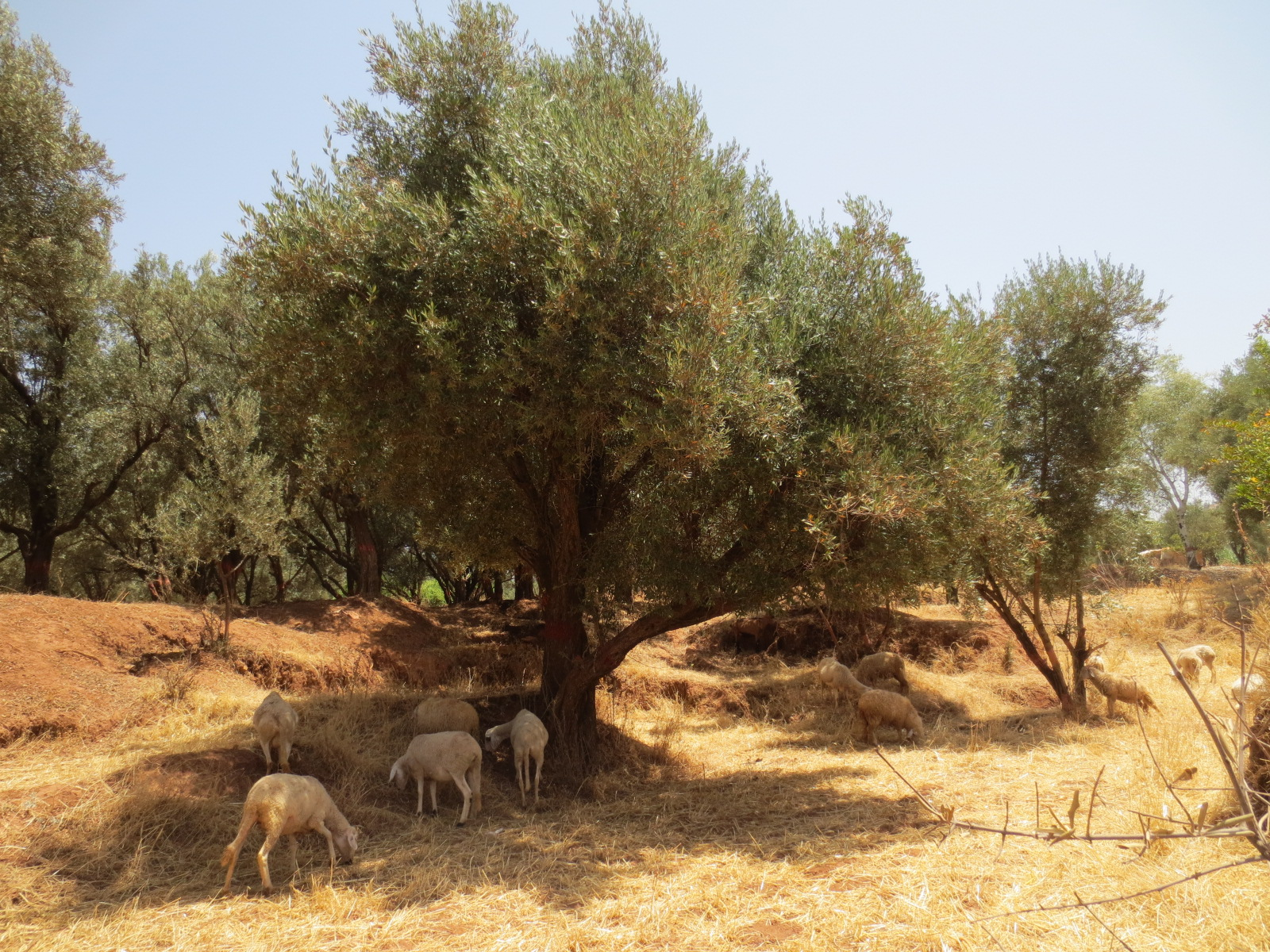
Uliveto
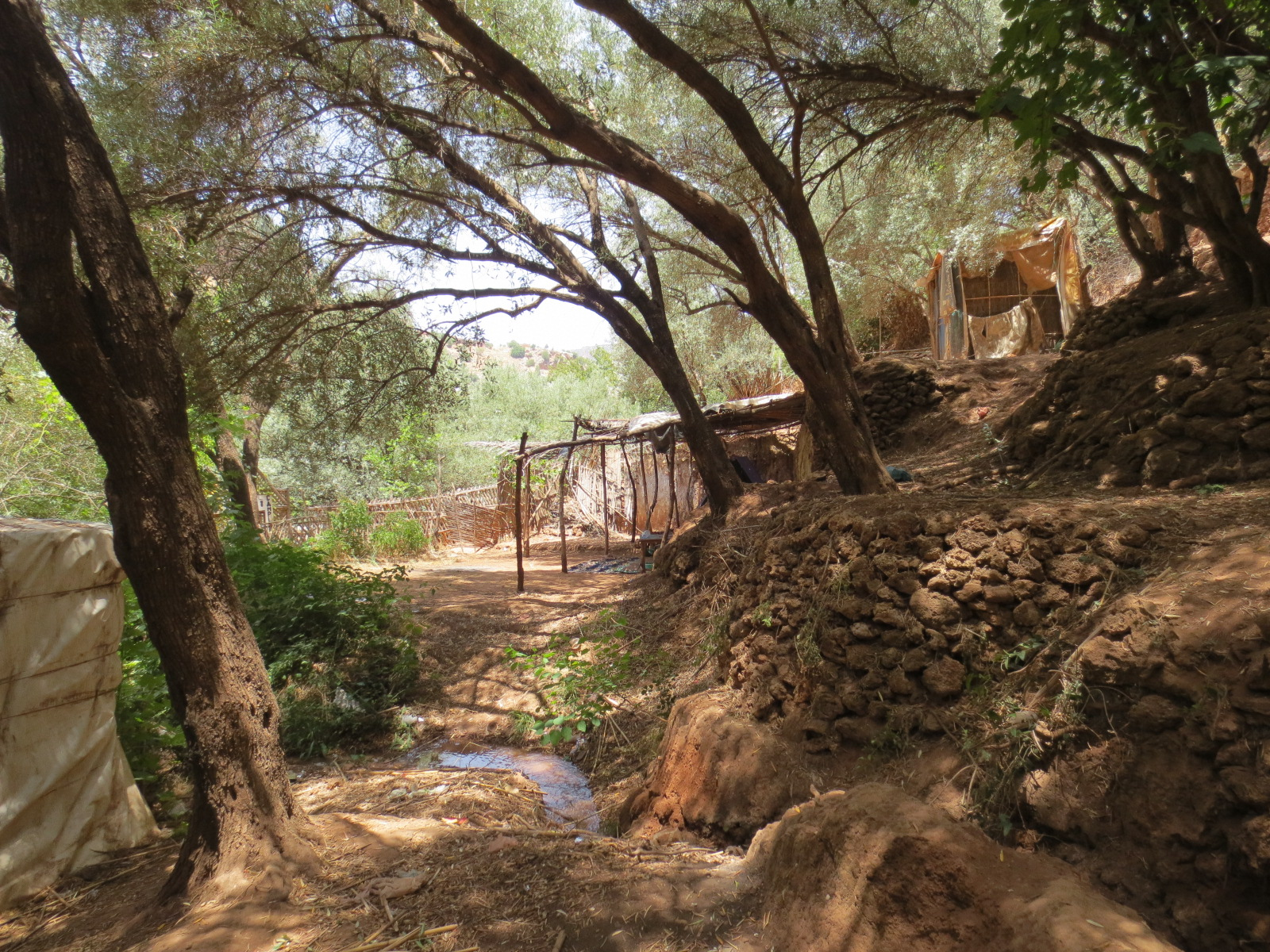
Sentiero nel bosco
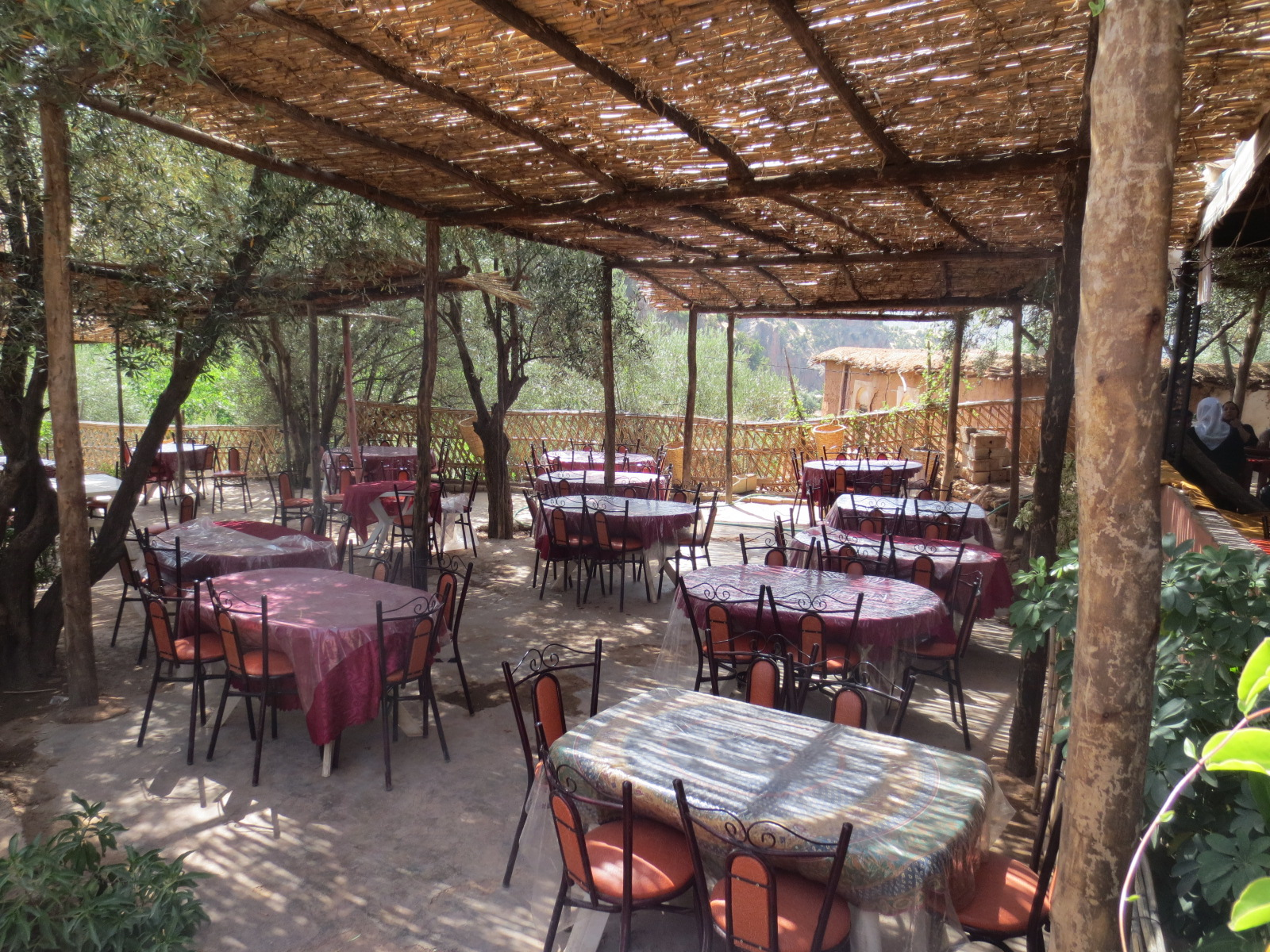
Ristorante all'aperto
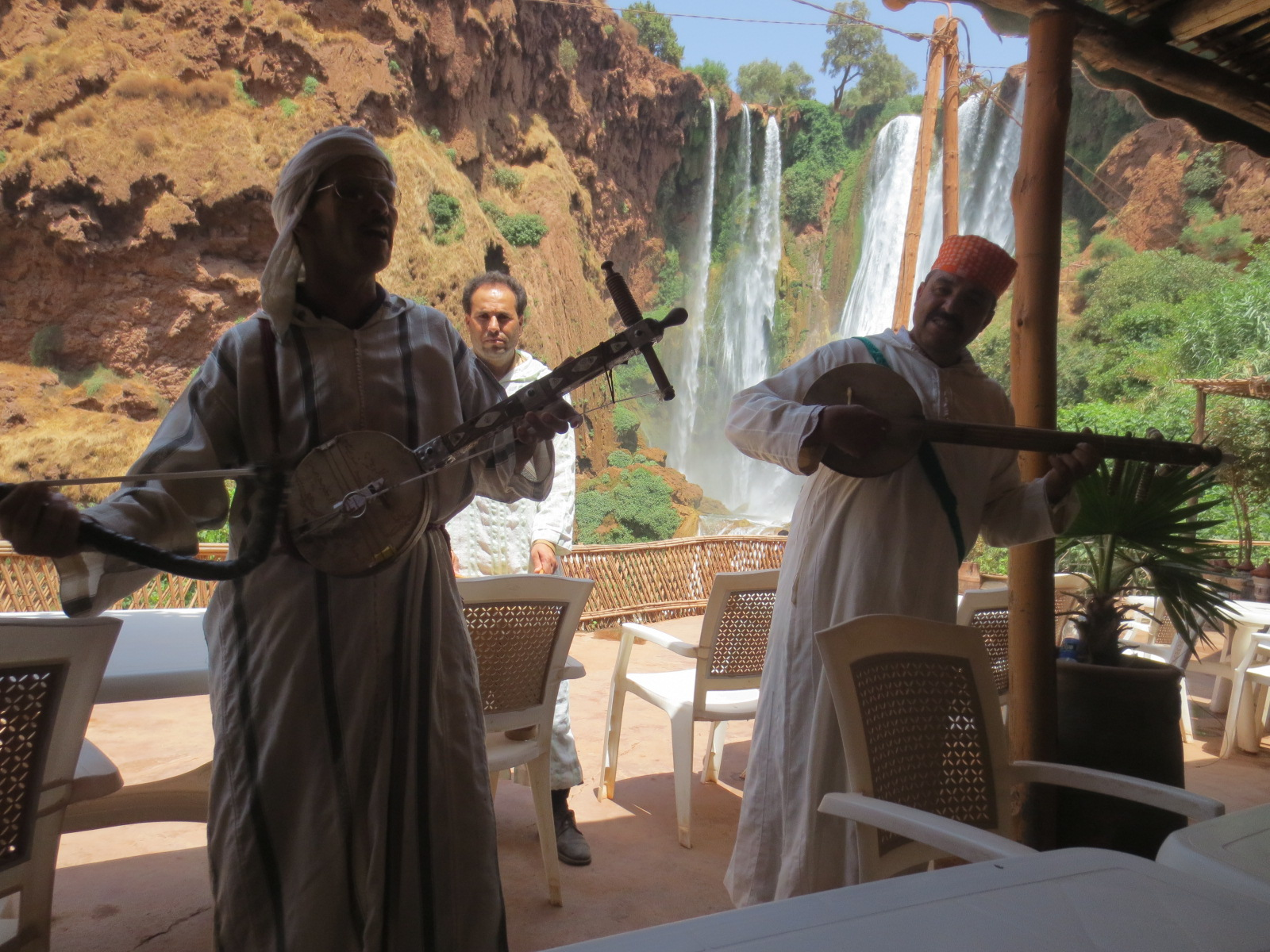
Gruppo folkloristico marocchino
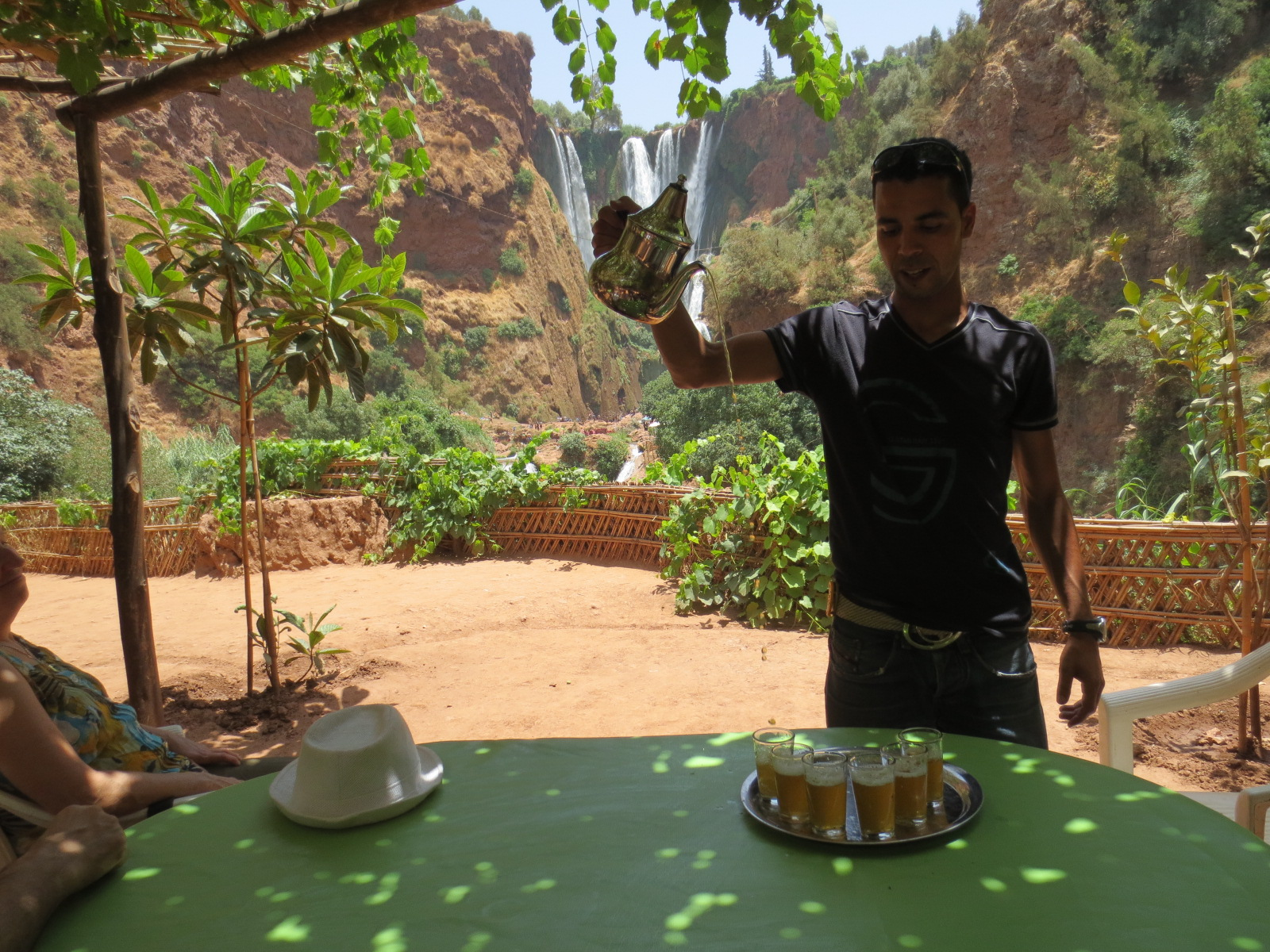
Te alla menta
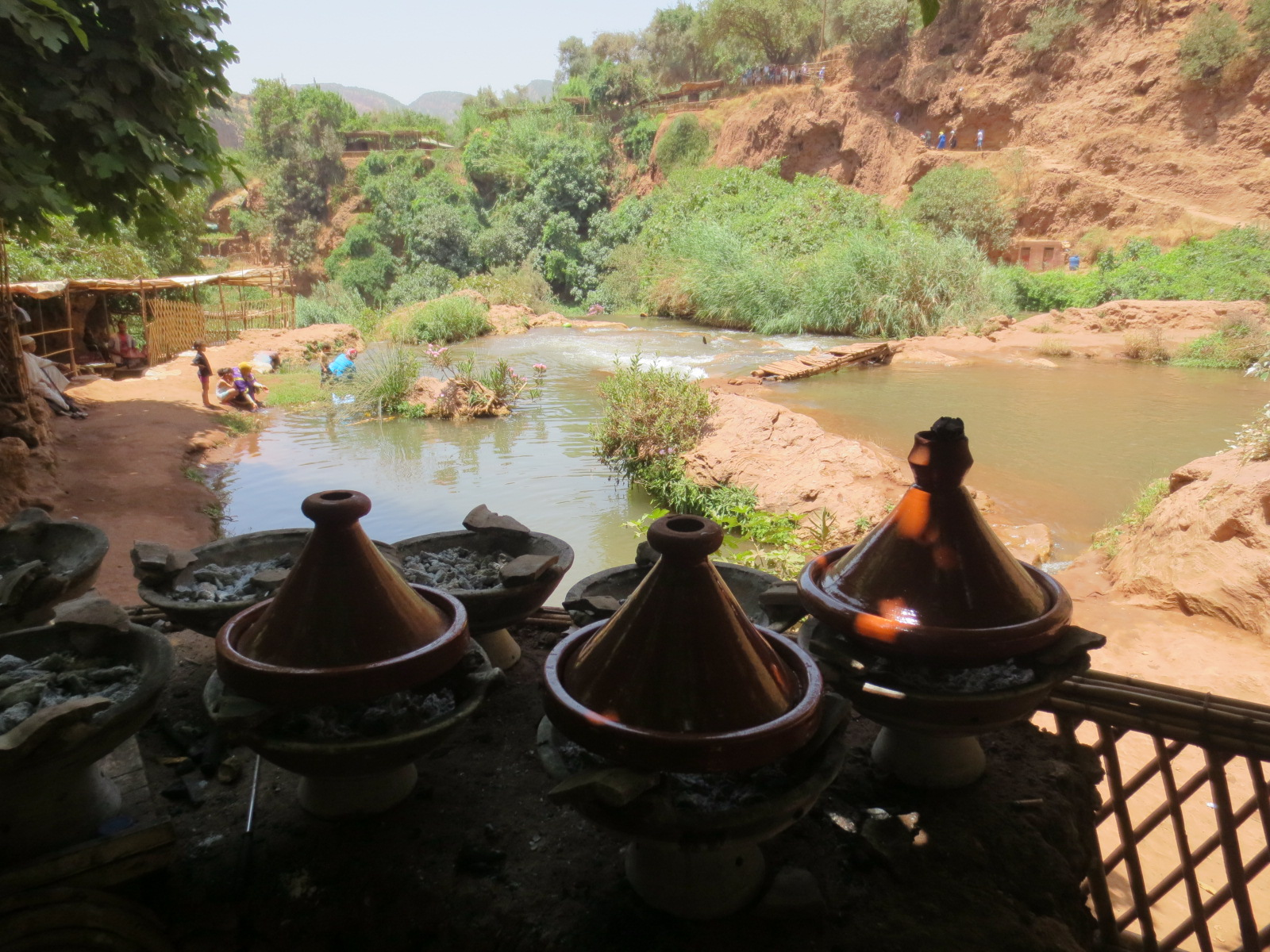
Tajine
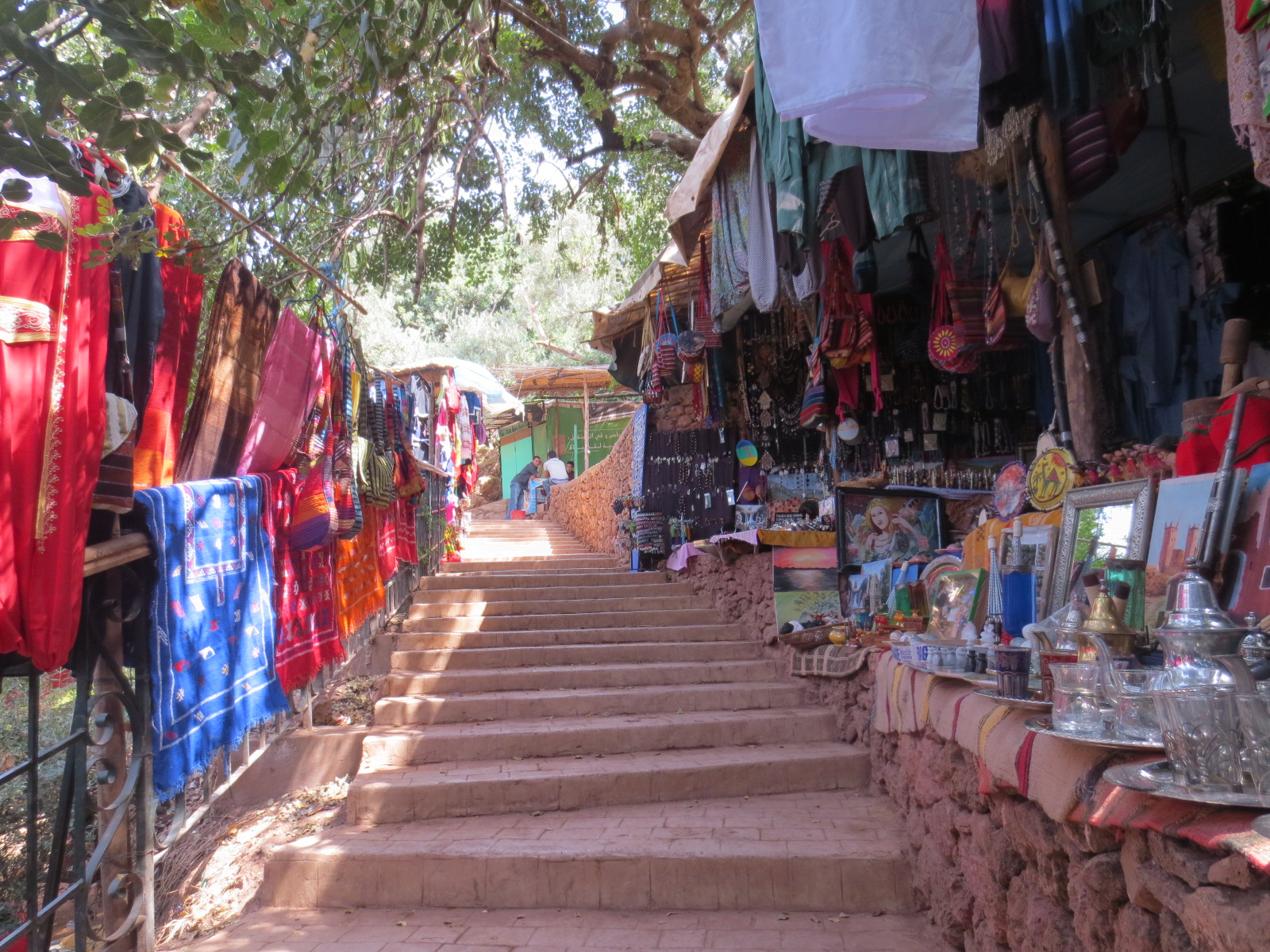
Artigianato marocchino

Il sito turistico ben conservato, tranquillo e naturale, interamente pedonale, offre molti camping attrezzati con capanne realizzate in bambù e canne, aree per il nuoto, piccoli ristoranti all'aperto con cucina berbera e negozi di artigianato berbero del medio Atlante, lungo un sentiero che scende ai piedi della cascata. Il sito è abitato da alcuni gruppi macachi berberi lasciati in libertà.